# Venthon
Venthon település Franciaországban, Savoie megyében. Lakosainak száma 607 fő (2022. január 1.). Venthon Albertville, Césarches, Pallud és Queige községekkel határos.

## Népesség
A település népessége az elmúlt években az alábbi módon változott:
| Lakosok száma | 620  | 635  | 648  | 621  | 607  | 593  | 584  | 606  | 607  |
|               | 2013 | 2015 | 2016 | 2017 | 2018 | 2019 | 2020 | 2021 | 2022 |